# 台高冠網蝽
台高冠網蝽（学名：Baeochila scitula）为網蝽科高冠網蝽屬下的一个种。